# Лозове (Могилів-Подільський район)
Лозове́ —  село в Україні, у Чернівецькій селищній громаді Могилів-Подільського району Вінницької області. Населення становить 596 осіб.

## Назва
7 (20) листопада 1917 року, відповідно до Третього Універсалу Української Центральної Ради, увійшло до складу Української Народної Республіки.
7 червня 1946 р. хутір Юзине Людвиківської сільської Ради отримав назву хутір Йосипівка, а село Людвиківка отримало назву «Лозове» і Людвиківську сільську Раду названо Лозівською.
12 червня 2020 року, відповідно до Розпорядження Кабінету Міністрів України № 707-р «Про визначення адміністративних центрів та затвердження територій територіальних громад Вінницької області», увійшло до складу Чернівецької селищної громади.
19 липня 2020 року, в результаті адміністративно-територіальної реформи та ліквідації Чернівецького району, село увійшло до складу новоутвореного Могилів-Подільського району.

## Географічні дані
Відстань до центру громади — 11 км, а до обласного — 140 км. До територіальної громади Лозівської сільської ради крім Лозового входили також села Скалопіль та Коси. В селі 301 дворів (із них 245 жилих). Кількість жителів на 01.01.2013. становила 596 чоловік.
Площа земель— 2732 га. 
Село розкинулося по обидва боки вздовж річки Лозової нижче села Гонтівки протягом 4,5 км.
В основі фундаменту території села лежить Південно-Західна частина Українського кристалічного щита. Виходи кристалічного фундаменту (гранітів) на земну поверхню можна побачити по берегах річки Лозової. Вони вкриті товщею осадових порід вапняків, піску, глини. Поклади гірських порід розробляються відкритим способом. В селі є піщаний, вапняковий та глиняний кар'єр.
Рельєф території ярково-балковий, крутосхили річкової долини глибоко порізані ярами, що виникли в результаті розмиву гірських порід талими та дощовими тимчасовими водними потоками. Глибина врізу річки в навколишній рельєф становить понад 100 м. Долина річки поступово звужується, лівий схил стає таким крутим, що на ньому не можливо будувати будинки або проводити с\г роботи.
Основною водною артерією села є річка Лозова. По долині річки є близько 10 джерел, які використовуються для пиття.
Ґрунти в селі чорноземні, утворені річковими наносами.
Рослини типові для села: верба, клен, акація, вільха.

## Історія
На 1884 р. село належало до Сербської волості Могилівського повіту (на межі з Ямпільським) Подільської губернії. Було 410 мешканців, 84 двори. Земля горбиста, глиниста, у  власності селян — 407 десятин, поміщиків Войткевичів — 804 десятини (попередньо володіли Любомирські). Село належало до парафії в Чернівцях.

## Сучасність
В селі є середня школа, у якій навчається 52 учні (2024 рік). В школі працює 18 учителів та 10 працівників по обслуговуванню. Директор школи Барановська Л. І. визнана «Людиною року в освіті Вінницької області за 2009». В школі діє народний фольклорний ансамбль учителів «Вербиченька». Школа є базовою в районі по екології.
26 грудня 2011 року відновлено роботу дитячого садочка розрахованого на 19 дітей. З вересня 2022 роботу садочка призупинено. Зав.садочком Продан Марія Петрівна.
В селі є будинок культури, бібліотека, фельдшерсько-акушерський пункт, магазин, олійня, а також православна церква України, будинок молитви ЄХБ та П'ятидесятників.
Місцеве сільськогосподарське підприємство збанкрутувало. Жителі здали свої земельні паї в оренду ТОВ "МХП-АГРОКРЯЖ", ФГ "Вільне", ФГ "ВВВ", ФГ "ВІС-57".На них вирощують культури, що дають доходи: соняшник, ріпак, пшеницю.

### Видатні вихідці села
- Талановитий фольклорист Сафроняк Микола Тихонович (1939 - 2019). Працював викладачем Тульчинського училища культури. Він організував в селі фольклорний ансамбль «Джерело», відродив в Лозовому Великодні гаївки, які проводяться на третій день Великодня.
- Генерал Кравчук Дмитро Петрович (1959—2018).